# Port lotniczy Genua
Port lotniczy Genua – lotnisko położone 7 km na zachód od Genui. Jest największym portem lotniczym Ligurii, nosi imię Krzysztofa Kolumba. W 2018 obsłużył 1 455 627 pasażerów.

## Linie lotnicze i połączenia
| Linia Lotnicza               | Kierunek |
| ---------------------------- | --- |
| Air Dolomiti                 | 1. Frankfurt 2. Monachium |
| Albawings                    | 1. Tirana |
| ITA Airways                  | 1. Rzym-Fiumicino |
| KLM                          | 1. Amsterdam |
| Lufthansa                    | 1. Monachium |
| Ryanair                      | 1. Bari 2. Bukareszt (powrót od 31 marca 2024) 3. Cagliari 4. Katania 5. Bruksela-Charleroi 6. Lamezia Terme 7. Londyn-Stansted 8. Neapol 9. Palermo Sezonowo: 1. Brindisi 2. Manchester |
| Scandinavian Airlines System | Sezonowo: 1. Kopenhaga (od 18 maja 2024) |
| Volotea                      | 1. Neapol 2. Paryż-Orly Sezonowo: 1. Olbia |
| Vueling Airlines             | Sezonowo: 1. Barcelona |
| Wizz Air                     | 1. Tirana |